# بحيرة دمعية
البحيرة الدمعية (بالإنجليزية: Lacrimal Lake) هي بركة من الدموع تتواجد في كيس الملتحمة السفلي، والتي تصب في فتحة نظام تصريف الدموع (النقطة الدمعية). تقدر حجم البحيرة الدمعية مابين 7 و 10 ميكرولتر.
على الرغم من أن البحيرة الدمعية تحتوي عادة على 7-10 ميكرولتر من الدموع، فإن الحد الأقصى لحجم الكيس الذي يمكن الاحتفاظ بالدمع عادة هو 25-30 ميكرولتر قبل انزال الدموع. عادة ما يتسبب التقدم في السن في ارتخاء الجفون مما يسمح للبحيرة الدمعية باحتجاز المزيد من الدموع
الحليمة الدمعية هي ارتفاع تقع على زاوية العين الإنسية حيث تتواجد فيها النقطة الدمعية.